# 保罗·滕·布鲁根卡特
保罗·滕·布鲁根卡特（Paul ten Bruggencate，1901年2月24日—1961年9月14日）是一位德国天文学家暨天体物理学家。

## 青年及教育
滕·布鲁根卡特1901年2月24日出生在瑞士阿罗萨，曾在瑞士、荷兰和德国等多所学校上过学，后来在哥廷根大学和慕尼黑大学攻读天文学，1924年在雨果·汉斯·里特·冯·泽利格的指导下开始了博士生研究。但不久由于健康原因，泽利格将指导博士生的工作转交给了汉斯·金勒教授（Hans Kienle）。
1924年滕·布鲁根卡特从慕尼黑大学毕业后，与汉斯·金勒一道到了哥廷根天文台，在那里担任哥廷根大学助教一直到1926年离开远赴爪哇岛。到达印尼后，他与荷兰天文学家琼·沃特（Joan Voûte）在伦邦附近的博斯查天文台开始了对造父变星的研究。在博斯查天文台的两年中，他曾造访过威尔逊山天文台和哈佛大学天文台。1929年，他又转至德国北部的格赖夫斯瓦尔德大学，1935年完成了有关造父变星特许任教资格认证，该项研究大部分是根据他在伦邦所作的观察。

## 学术生涯
1935年，滕·布鲁根卡特成为了波茨坦天文台首席天文学家，当时波茨坦天文台最昂贵的设备是爱因斯坦塔上的太阳望远镜。从那时起，滕·布鲁根克特的研究就主要集中在太阳上。在二战中的1941年，他出任哥廷根大学天文台台长。为满足对太阳的研究，他渴望能得到一架新的太阳望远镜。而位于哥廷根东南的海恩堡天文台是该地区最佳的太阳观察点，当时军方对太阳对短波无线通讯的干扰也逐惭重视，这就使得在战争期间改建该天文台成为了可能。军方的赞助，加上滕·布鲁根卡特对太阳望远镜的渊博知识很快帮助波茨坦天文台建造起了一架新的望远镜。
滕·布鲁根卡特与也曾在哥廷根大学天文台工作过一段时间的卡尔-奥托·基彭豪伊尔（Karl-Otto Kiepenheuer）的私人恩怨，使得德国出现了二组太阳研究团队。基彭豪伊尔组建了弗劳恩霍夫研究所（Fraunhofer Institute，不是现今的弗劳恩霍夫协会）并负责协调欧洲数座太阳观测台，而滕·布鲁根卡特也建立了自己的天文台，这二组研究团队都得到军方的支持，以帮助预报短波通讯环境
。
战后，哥廷根天文台继续运转，而滕·布鲁根卡特也着手在瑞士建立第二太阳观察台-洛迦诺天文台（Locarno Observatory ），那里的气象条件较多云的德国更有利。该天文台于上世纪50年代末开始设计动工，在他死后不久开始全面投入运行，后在1984年关闭，其设备被转送至西班牙特内里费岛泰德天文台（Teide Observatory），泰德天文台也拥有基彭霍伊尔太阳物理研究所（即弗劳恩霍夫研究所）的望远镜。
1958年至1961年间滕·布鲁根卡特曾当选哥廷根科学院主席，直止1961年9月14日去世前，他一直担任哥廷根大学天文台台长一职
月球上的滕·布鲁根卡特环形山就是以他的名字命名的。

## 备注
1. 1 2 3 4  Jäger, F. W. . Mitteilungen der Astronomischen Gesellschaft: 21–23.
2. 1 2 3 4  Kienle, H. . Die Naturwissenschaften. 1962, 49 (4): 73. Bibcode:1962NW.....49...73K. doi:10.1007/BF00622019.
3. 1 2  Arndt, Karl; Gottschalk, Gerhard; Smend, Rudolf; Slenczka, Ruth. . Wallstein Verlag. 2001: 524. ISBN 978-3-89244-485-5.
4. ↑  Seiler, Michael P. . Verlag Harri Deutsch. 2007: 78–79. ISBN 978-3-8171-1797-0.[]
5. ↑  .   [2010-04-25]. （原始内容存档于2020-09-19）.
6. ↑  . University Göttingen.   [2010-04-25]. （原始内容存档于2015-09-23）.

## 延伸阅读
- Paul ten Bruggencate, "Astronomy, astrophysics and cosmogony", Office of Military Govt. for Germany, Field Information Agencies Technical, British, French, U.S., 1948.
- Pyenson, Lewis. . BRILL. 1989: 73–74. ISBN 978-90-04-08984-6.